# Nauczycielskie Kolegium Języków Obcych w Stargardzie
Nauczycielskie Kolegium Języków Obcych – uczelnia niepubliczna w Stargardzie powstała w 2001 roku, jej organem założycielskim jest Szczecińskie Centrum Edukacyjne.
Nauczycielskie Kolegium Języków Obcych w Stargardzie prowadzi studia pierwszego stopnia (licencjackie) w dwóch kierunkach: język angielski i język niemiecki. Absolwenci otrzymują dyplom Uniwersytetu im. Adama Mickiewicza w Poznaniu.